# Ketleyn Quadros
Ketleyn Lima Quadros (Ceilândia, 1 de outubro de 1987) é uma judoca brasileira que compete na seleção brasileira de judô na categoria meio-médio (até 63 kg).
Conquistou a medalha de bronze nos Jogos Olímpicos de Pequim em 2008, tendo sido a primeira mulher a ganhar uma medalha em esportes individuais para o país na história das Olimpíadas. Ganhou também a medalha de ouro nos Jogos Sul-Americanos de 2010 em Medellín, competição na qual foi porta-bandeira brasileira.

## Carreira no judô
Aos 7 anos, Ketleyn deu início à sua trajetória no judô, combinando-o com a nado, ela faltava às aulas de natação para assistir aos treinos de judô. Ao atingir os 12 anos, optou por se dedicar exclusivamente ao judô, influenciada pela intensa competitividade que o esporte oferecia.
Nos Jogos Olímpicos de Pequim em 2008, Ketleyn conquistou uma medalha de bronze, tornando-se a primeira mulher brasileira a ganhar uma medalha olímpica em um esporte individual.
A judoca brasileira que ganhou uma medalha de bronze nas Olimpíadas perdeu a oportunidade de competir nos Jogos Olímpicos seguintes, em Londres 2012. Nesse evento, Rafaela Silva conquistou a medalha de ouro na mesma categoria que pertencia a Ketleyn, a categoria -57 kg. Nos Jogos do Rio de Janeiro, outra judoca, Mariana Silva, conseguiu vencer a competição para representar o Brasil.
Para buscar novas oportunidades, Ketleyn fez duas mudanças importantes em sua carreira. Ela mudou de categoria, passando dos -57 kg para os -63 kg. Além disso, trocou de clube, deixando o Minas após 12 anos e indo para a Sogipa, onde agora treina ao lado de Mayra Aguiar. Essas mudanças tiveram um impacto positivo em sua carreira, resultando em conquistas notáveis, como o quinto lugar no Grand Slam da Hungria em 2020, o título no Aberto Europeu em 2020, o título no Grand Slam de Brasília em 2019 e um segundo lugar no Grand Prix de Budapeste em 2019.
Ao longo de sua carreira, a judoca conquistou uma prata no Grand Slam de Moscou em 2013, além de ter alcançado dois bronzes no Grand Slam de Abu Dhabi, em 2019 e 2016.
A atleta obteve um excelente resultado ao ganhar a medalha de ouro no Campeonato Pan-Americano de Judô no México, em abril. E em junho, competiu no Mundial da Hungria, um dos campeonatos mais importantes antes dos Jogos Olímpicos de Tóquio, na categoria meio-leve.
Em seguida, conquistou a medalha de prata na categoria -63 kg no Grand Slam de Kazan, após vencer três lutas, mas perder para a polonesa Agata Ozdoba-Blach na decisão em golden score.
Além disso, a judoca conquistou, em 2023, a medalha de ouro no Grand Slam de Antalya, na Turquia.

## Resultados nos jogos
| Data                    | Evento                                                              | Tempo/Resultado                                          | Liga                                              | Temporada |
| ----------------------- | ------------------------------------------------------------------- | -------------------------------------------------------- | ------------------------------------------------- | --------- |
| 29 de outubro de 2023   | 63 kg ─ Ketleyn Quadros (BRA)                                       | BRONZE                                                   | Jogos Pan-Americanos - judô                       | 2023      |
| 23 de setembro de 2023  | 63kg — Ketleyn Quadros (BRA) x Tamires Crude (BRA)                  | Eliminada na 1.ª rodada - Eliminada nas oitavas de final | Grand Slam de Baku de judô - Classificatórias     | 2023      |
| 15 de setembro de 2023  | 63kg — Ketleyn Quadros (BRA) x Nauana Silva (BRA)                   | 11:00                                                    | Pan-Americano e Oceania de judô                   | 2023      |
| 19 de agosto de 2023    | 63kg — Gabriella Mantena (BRA) x Ketleyn Quadros (BRA)              | 7º lugar - Eliminada na segunda rodada                   | Grand Prix de Zagreb de Judô                      | 2023      |
| 5 de agosto de 2023     | 63kg — Ketleyn Quadros (BRA) x Gabriella Mantena (BRA)              | Eliminada na 1.ª rodada - Eliminada na 1.ª rodada        | World Masters de Judô - Classificatórias          | 2023      |
| 1 de julho de 2023      | 63kg — Gabriella Morares (BRA) x Ketleyn Quadros (BRA)              | 12:00                                                    | Open Pan-americano de Guayaquil de judô           | 2023      |
| 10 de maio de 2023      | Ketleyn Quadros (BRA) x Laura Fazliu (KOS)                          | 0-0 - 0-2                                                | Mundial de Judô - 3ª Rodada                       | 2023      |
| 10 de maio de 2023      | Ketleyn Quadros (BRA) x Barbara Timo (POR)                          | 1-1 - 0-1                                                | Mundial de Judô - 2ª Rodada                       | 2023      |
| 1 de abril de 2023      | 63kg — Gabriella Mantena (BRA) x Ketleyn Quadros (BRA)              | Eliminada na 3.ª rodada - OURO                           | Grand Slam de Antalya de judô - Classificatórias  | 2023      |
| 25 de março de 2023     | 63kg — Gabriella Moraes (BRA) x Ketleyn Quadros (BRA)               | Eliminada na 2.ª rodada - 7.º lugar                      | Grand Slam de Tbilisi de judô - Classificatórias  | 2023      |
| 17 de fevereiro de 2023 | 63kg — Ketleyn Quadros (BRA) x Tamires Crude (BRA)                  | Eliminada na 2.ª rodada - Eliminada na 1.ª rodada        | Grand Slam de Tel Aviv de judô - Classificatórias | 2023      |
| 4 de fevereiro de 2023  | 63kg — Gabriella Mantena (BRA) x Ketleyn Quadros (BRA)              | Eliminada nas oitavas de final - 7.º lugar               | Grand Slam de Paris de judô - Classificatórias    | 2023      |
| 28 de janeiro de 2023   | 63kg — Gabriella Mantena (BRA) x Ketleyn Quadros (BRA)              | Está na final - Eliminada na 2.ª rodada                  | Grand Prix de Portugal de judô - Classificatórias | 2023      |
| 21 de dezembro de 2022  | 63kg — Classificatórias x Ketleyn Quadros (BRA)                     | Eliminada na 2.ª rodada                                  | World Masters de Judô                             | 2022      |
| 9 de outubro de 2022    | 63 kg — Ketleyn Quadros (BRA)                                       | Eliminada nas oitavas de final                           | Mundial de Judô                                   | 2022      |
| 17 de setembro de 2022  | 63 kg — Ketleyn Quadros (BRA)                                       | 12:00                                                    | Open Pan-Americano de judô em Lima                | 2022      |
| 16 de julho de 2022     | 63 kg — Ketleyn Quadros (BRA)                                       | BRONZE                                                   | Grand Prix de Zagreb de Judô                      | 2022      |
| 9 de julho de 2022      | 63 kg — Tamires Crude (BRA) x Ketleyn Quadros (BRA)                 | Eliminada na 1.ª rodada - 5.º lugar                      | Grand Slam de Budapeste de judô                   | 2022      |
| 4 de junho de 2022      | 63 kg — Ketleyn Quadros (BRA)                                       | MEDALHA DE PRATA                                         | Grand Slam de Tbilisi de judô                     | 2022      |
| 15 de abril de 2022     | 63 kg — Ketleyn Quadros (BRA)                                       | QUINTO LUGAR                                             | Pan-Americano e Oceania de judô                   | 2022      |
| 2 de abril de 2022      | 63 kg — Ketleyn Quadros (BRA)                                       | 7.º lugar                                                | Grand Slam de Antalya de judô                     | 2022      |
| 18 de fevereiro de 2022 | 63 kg — Ketleyn Quadros (BRA)                                       | Eliminada nas oitavas                                    | Grand Slam de Tel Aviv de judô                    | 2022      |
| 27 de novembro de 2021  | Ketleyn Quadros (BRA) x Sappho Coban (ALE)                          | 05:00                                                    | Grand Slam de Abu Dhabi de judô                   | 2021      |
| 27 de julho de 2021     | 63 kg — Ketleyn Quadros (BRA) x Catherine Beauchemin-Pinard (CAN)   | 01:40                                                    | Jogos Olímpicos - Judô                            | 2020      |
| 27 de julho de 2021     | 63 kg — Ketleyn Quadros (BRA) x Gankhaich Bold (MGL)                | 00 - 10                                                  | Jogos Olímpicos - Judô                            | 2020      |
| 26 de julho de 2021     | 63 kg — Ketleyn Quadros (BRA) x Cergia David (HON)                  | 00 - W.O.                                                | Jogos Olímpicos - Judô                            | 2020      |
| 9 de junho de 2021      | Finais — Ketleyn Quadros (BRA)                                      | 5.º lugar                                                | Mundial de Judô                                   | 2021      |
| 9 de junho de 2021      | 63 kg — Ketleyn Quadros (BRA)                                       | Avançou na briga pelo bronze                             | Mundial de Judô                                   | 2021      |
| 6 de maio de 2021       | 63 kg — Ketleyn Quadros (BRA)                                       | 3 vitórias - CLASSIFICADA PARA DISPUTA DO OURO           | Grand Slam de Kazan de judô                       | 2021      |
| 15 de abril de 2021     | 63 kg — Prisca Alcaraz (MEX) x Ketleyn Quadros (BRA)                | 0-0 - 0-1 (OURO)                                         | Pan-Americano de judô                             | 2021      |
| 15 de abril de 2021     | 63 kg — Aléxia Castilhos (BRA) x Ketleyn Quadros (BRA)              | 0-0 - 1-0                                                | Pan-Americano de judô                             | 2021      |
| 15 de abril de 2021     | 63 kg — Sofia Arevalo (MEX) x Ketleyn Quadros (BRA)                 | 0-0 - 1-0                                                | Pan-Americano de judô                             | 2021      |
| 27 de março de 2021     | 63 kg — Ketleyn Quadros (BRA)                                       | 7.º lugar - 2 vitórias e 2 derrotas                      | Grand Slam de Tbilisi de judô                     | 2021      |
| 12 de janeiro de 2021   | 63 kg — Ketleyn Quadros (BRA)                                       | Eliminada 2ª rodada                                      | World Masters de Judô                             | 2021      |
| 20 de novembro de 2020  | 63kg — Ketleyn Quadros (BRA)                                        | 18:00                                                    | Campeonato Pan-Americano de judô                  | 2020      |
| 24 de outubro de 2020   | Daria Davydova (RUS) x Ketleyn Quadros (BRA)                        | 1-0 - 0-1                                                | Grand Slam de Budapeste de judô                   | 2020      |
| 24 de outubro de 2020   | Agata Ozdoba-Blach (POL) x Ketleyn Quadros (BRA)                    | 1-0 - 0-0                                                |                                                   |           |
| 24 de outubro de 2020   | Anriquelis Barrios (VEN) x Ketleyn Quadros (BRA)                    | 1-0 - 0-0                                                | Grand Slam de Budapeste de judô                   | 2020      |
| 24 de outubro de 2020   | Ketleyn Quadros (BRA) x Agathe Devitry (FRA)                        | 1-0 - 0-0                                                | Grand Slam de Budapeste de judô                   | 2020      |
| 22 de fevereiro de 2020 | 63kg — Ketleyn Quadros (BRA)                                        | Eliminada na segunda rodada                              | Grand Slam de Dusseldorf de judô                  | 2020      |
| 15 de fevereiro de 2020 | 63kg — Ketleyn Quadros (BRA)                                        | OURO                                                     | Aberto Europeu de Bratislava de judô              | 2020      |
| 24 de janeiro de 2020   | Ketleyn Quadros (BRA) x Agata Ozdoba-Blach (POL)                    | 0-0 - 1-0                                                | Grand Prix de Tel Aviv de judô – 2ª rodada        | 2020      |
| 12 de dezembro de 2019  | 63kg — Ketleyn Quadros (BRA)                                        | eliminada na 2ª rodada                                   | World Masters de Judô                             | 2019      |
| 2 de novembro de 2019   | 63kg — Ketleyn Quadros (BRA)                                        | 23:00                                                    | Aberto da Oceania de judô                         | 2019      |
| 25 de outubro de 2019   | 70kg — Ketleyn Quadros (BRA)                                        | BRONZE                                                   | Grand Slam de Abu Dhabi de judô                   | 2019      |
| 28 de agosto de 2019    | 63kg — segunda rodada — Juul Franssen (HOL) x Ketleyn Quadros (BRA) | 1-0 - 0-0 (eliminada)                                    | Mundial de Judô                                   | 2019      |
| 27 de agosto de 2019    | 63kg — primeira rodada — Anna Faye (SEN) x Ketleyn Quadros (BRA)    | 0-0 - 1-0                                                | Mundial de Judô                                   | 2019      |
| 13 de julho de 2019     | 63kg — Ketleyn Quadros (BRA)                                        | Prata                                                    | Grand Prix de Budapeste de judô                   | 2019      |
| 11 de maio de 2019      | 63kg — Ketleyn Quadros (BRA)                                        | Eliminada / Oitavas de final                             | Grand Slam de Baku de judô                        | 2019      |
| Fonte:                  |                                                                     |                                                          |                                                   |           |